# 生田博巳
生田 博巳（いくた ひろみ、1929年 - 2000年12月16日、本名：生田 登〔 - のぼる〕、別名義：南海 太郎〔なんかい たろう〕）は、日本のアナウンサー、タレント。

## 経歴
神戸大学文理学部（後の文学部）卒業。入学時には経済学部にいたが、途中で文理学部へ転部した。
1953年に大学を卒業し、日本放送協会 (NHK) に入局。同期に磯村尚徳、和田勉、吉田直哉がいる。大阪局にアナウンサーとして配属され、主にプロ野球や高校野球などのスポーツ中継で実況などを担当した。
1958年、読売テレビ (YTV) の開局とともに同局へ移籍し、ここでもスポーツ実況などを担当した。
読売テレビ退社後の1964年からはフリーランスで活動。また、読売テレビ入社前の1957年に創設したアナウンサー養成学校「生田教室」も主宰し、数多くの在阪局アナやタレントを輩出した。他に、奈良交通路線バスの車内アナウンス（テープによる録音）も担当した。
南海ホークスの大ファンであり、その縁もあって南海太郎の名でラジオ大阪『ホークス日曜ナイター』にレギュラーゲストとして出演、野球実況アナ時代の経験を生かした解説で人気を博した。
がんにより、2000年12月16日に大阪市内の病院で死去した。享年71。

## 出演

### NHK時代
- プロ野球中継
- 全国高校野球選手権大会中継
- 選抜高校野球大会中継

### 読売テレビ時代
- プロ野球中継 - 1961年プロ野球オールスターゲーム第2戦（甲子園）などを実況した。

### フリー時代
- ホークス日曜ナイター（ラジオ大阪） - ナレーション
- 奈良交通 - バス車内放送

## 関連人物
- 小坂秀二 [なぜ?]
- 越智正典 [なぜ?]
- 藤村富美男 [なぜ?]
- 小西得郎 [なぜ?]
- 鶴岡一人 [なぜ?]
- 杉浦忠 [なぜ?]
- 野村克也 [なぜ?]